# Arménská Wikipedie
Arménská Wikipedie je jazyková verze Wikipedie v arménštině. Její provoz byl zahájen v roce 2004. V lednu 2022 obsahovala přes 289 000 článků a pracovalo pro ni 11 správců. Registrováno bylo přes 116 000 uživatelů, z nichž bylo asi 500 aktivních. V počtu článků byla 38. největší Wikipedie.